# 熊本高工
熊本 高工（くまもと たかのり、1918年 - 2008年）は、日本の画家、美術教育者。
山梨県東山梨郡菱山村（現甲州町）生まれ。1938年東京府青山師範学校（現・東京学芸大学）卒、1942年早稲田大学専門学校政治経済科卒業。1948年東京美術学校油絵科内地留学修了。東京都の公立小学校教諭を1955年まで務める。1957年東京教育大学教育学部芸術学科構成専攻卒業。1958年二紀会絵画部同人。1965年国際美術教育会議（INSEA）東京会議事務総長を務める。1969年女子美術大学助教授、INSEA本部財務局長、1974年東京造形大学教授。1979年岡山大学教育学部教授。1983年上越教育大学教授。87年定年退官。造形美術教育研究所長。

## 著書
- 『教師のための図画工作』河出書房 1955
- 『役立つ工作』筑摩書房 中学生の図画工作 1958
- 『図画工作の系統的指導計画』明治図書出版 1960
- 『図工科の新しい研究授業』明治図書出版 1960
- 『新しいデザイン』岩崎書店 中学生の美術科全集 1961
- 『世界のデザイン』岩崎書店 中学生の美術科全集 1961
- 『デザイン教育図説』岩崎書店 岩崎図説選集　1966
- 『図説児童画の歴史』日本文教出版 1988
- 『巨星葛飾北斎』日本文教出版 1999

### 共編著
- 『図画工作科99の相談』倉田三郎共著 明治図書出版 1957 教師のための相談選書
- 『たのしいはりえ 4ねんせい』桑原実、林健造共編 岩崎書店 1958
- 『農村の図画工作』堀内孝恵共編 明治図書出版 1959 現場の共同研究
- 『工作と模型の図鑑』林健造,高山正喜久共著 講談社 1960
- 『たのしいデザイン 1～6ねんせい』桑原実,林健造共著 岩崎書店 1960
- 『工作と模型の図鑑』林健造,高山正喜久共著 講談社教育図書出版部 講談社の学習大図鑑 1965
- 『美術教育大系 第6 色彩と構成』編 学芸書林 1968
- 『美術教育大系 第7 デザイン』編 学芸書林 1968
- 『美術教育大系 第8 工作・工芸』編 学芸書林 1970
- 『絵画製作・造形 その指導と実際』編 同文書院 1979 新幼児教育シリーズ
- 『たのしいかんしょう/鑑賞 1～6ねんせい』編著 岩崎書店 1979 学年別図画工作シリーズ
- 『たのしいはりえ/はり絵 1～6ねんせい』編著 岩崎書店 1983 学年別図画工作シリーズ
- 『たのしいせんのえ/線の絵 1～6ねんせい』編著 岩崎書店 1984 学年別図画工作シリーズ
- 『こどもは天才、らくがき万歳 子どもの絵から知る子どもの心』福井昭雄共著 啓明研究会 1990
- 『造形 表現の指導』編 同文書院 1990
- 『自由画の黎明 信州・竜丘小学校作品集』上笙一郎共編 久山社 1993 <児童表現史>叢書
- 『絵をかこう』伊藤弥四夫,小関武明,稲垣達弥,萩原栄,宮坂元裕共編著 岩崎書店 1997 学習に役立つ・おもしろ図工教室
- 『鑑賞』編著 岩崎書店 1997 学習に役立つ・おもしろ図工教室
- 『ぞうけいあそび/造形遊び』伊藤弥四夫共編著 岩崎書店 1997 学習に役立つ・おもしろ図工教室
- 『デザインしよう』萩原栄共編著 岩崎書店 1997 学習に役立つ・おもしろ図工教室

## 注
1. ↑  熊本高工
2. ↑  『図説児童画の歴史』著者紹介